# Dario Baldan Bembo

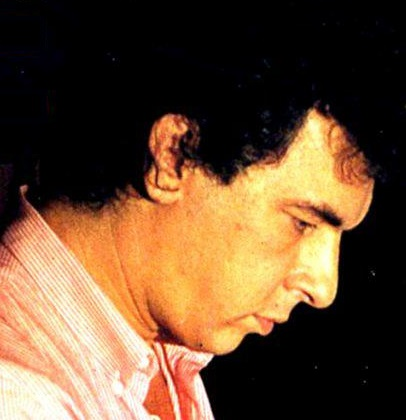
Dario Baldan Bembo

Dario Baldan Bembo (Milán, mayo de 1948) es un cantante y pianista italiano.

## Trayectoria
En 1966 conoció a Ico Cerutti, que lo lleva a Clan Celentano como teclista. Más tarde, en 1970, colaboró con Lucio Battisti en el disco Amore e non amore, publicado en 1971; en esta ocasión conoció al baterista de I Quelli, Franz Di Cioccio, con quien entra en el grupo Equipe 84, en problemas por la detención de Alfio Cantarella y la defección de Franco Ceccarelli. 
L'Equipe incluye en el álbum Casa mia las dos primeras canciones escritas por Baldan Bembo con texto de Maurizio Vandelli, Ninguno y 2000 km; gracias a Battisti conoce a Bruno Lauzi, que escribe los textos de dos canciones que en 1972 serán lanzados al éxito por Mia Martini: Piccolo uomo y Donna sola. Al año siguiente, y también para Mia Martini, escribe la música de Minuetto, sobre un texto de Franco Califano. 
En 1975, tiene uno de sus primeros éxitos como cantante, Aria, seguido en 1977 por Non mi lasciare.
Colaboró con Renato Zero para el que escribe la música de algunos de sus éxitos, como Amico, Più su e Spiagge, y una menos conocida pero muy bella, Ed io ti seguirò del álbum de 1981 "Artide Antartide". A principios de los años 80 tomó parte en una gira con Renato Zero que lo acompaña con el piano. 
En el Festival de San Remo de 1981 queda en tercer lugar con el tema Tu cosa fai stasera?
En 1982 obtuvo su mayor éxito: Amico è, que canta junto con Caterina Caselli, Giuni Russo y otros artistas. La canción se vuelve aún más popular cuando se convierte en el símbolo de Superflash, un programa televisivo emitido en el Canal 5 y dirigido por Mike Bongiorno.
Participó en San Remo en 1985 con Da quando non ci sei.

## Obras

### Discografía
- 1975 - Aria
- 1975 - Crescendo
- 1977 - Migrazione
- 1979 - Dario Baldan Bembo
- 1981 - Voglia d'azzuro
- 1982 - Etereo (album Dario Baldan Bembo) (con la Bembo's Orchestra)
- 1982 - Spirito della Terra (CGD, 20328)
- 1985 - Spazi uniti
- 1991 - Un po' per vivere un po' per sognare
- 1996 - Il canto dell'umanità (Pull, 484400 2)
- 1999 - I successi

### Canciones compuestas para otros artistas
- 1971 - Nessuno, para Equipe 84 (texto de Maurizio Vandelli).
- 1971 - 2000 km , para Equipe 84 (texto de Maurizio Vandelli
- 1972 - Piccolo uomo para Mia Martini (texto de Bruno Lauzi y Michelangelo La Bionda)
- 1972 - Donna sola para Mia Martini (texto de Bruno Lauzi)
- 1972 - Eccomi para Mina (texto de Paolo Limiti)
- 1972 - Non ti riconosco più per Mina (texto de M. Anzoino)
- 1972 - Quante volte para Thim (texto de Luigi Albertelli)
- 1973 - Minuetto para Mia Martini (texto de Franco Califano)
- 1973 - Non tornare più para Mina (texto de Franco Califano)
- 1973 - Diario para Equipe 84 (texto de Maurizio Vandelli)
- 1974 - Agapimu para Mia Martini (texto de Giorgio Conte y Mia Martini)
- 1979 - Chiara para Nicola Di Bari (texto de Dario Baldan Bembo)
- 1980 - Amico para Renato Zero (texto de Franca Evangelisti y Renato Zero)
- 1981 - Più su para Renato Zero (texto de Renato Zero)
- 1981 - Ed io ti seguirò para Renato Zero (texto de Renato Zero)
- 1981 - Giuro para Nicola Di Bari (texto de Dario Baldan Bembo)
- 1981 - Stranieri para Renato Zero (texto de Renato Zero)
- 1981 - Mr. Uomo para Farida (texto de Franca Evangelisti)
- 1981 - Canto straniero para Marcella Bella (texto de Antonio Bella)
- 1982 - Che bella libertà para Renato Zero (texto de Renato Zero)
- 1983 - Spiagge para Renato Zero (texto de Renato Zero)
- 1983 - Voglia para Renato Zero (texto de Renato Zero)
- 1983 - Navigare para Renato Zero (texto de Renato Zero y Franca Evangelisti)
- 1983 - Fantasia para Renato Zero (texto de Renato Zero)
- 1984 - La gente come noi para Renato Zero (texto de Renato Zero)
- 1993 - Il ritorno para Renato Zero (texto de Renato Zero)
- 1993 - Una magia para Renato Zero (texto de Renato Zero)
- 1993 - Oltre ogni limite para Renato Zero (texto de Renato Zero)
- 1993 - Figli della guerra para Renato Zero (texto de Renato Zero y Franca Evangelisti)
- 1994 - Chi para Renato Zero (texto de Renato Zero)
- 1995 - Ancora gente para Renato Zero (texto de Renato Zero)
- 1995 - Fine Favola para Renato Zero (texto de Renato Zero y Franco Califano)

### Colaboraciones como teclista
- 1971 - Amore e non amore de Lucio Battisti
- 1973 - Amanti di valore de Mina

- Datos: Q1054165